# Киуру, Аугуст
Аугуст Киуру (фин. August Kiuru; 12 июля 1922 года, Саккола, Финляндия (в настоящий момент посёлок Громово Ленинградской области) — 23 февраля 2009 года, Хартола) — финский лыжник, призёр Олимпийских игр, чемпион мира.

## Карьера
На Олимпийских играх 1948 года в Санкт-Морице, завоевал серебряную медаль эстафете, кроме того был 7-м в гонке на 18 км.
На Олимпийских играх 1956 года в Кортина-д’Ампеццо, вновь завоевал серебро в эстафетной гонке, а также занял 21-е место в гонке на 30 км.
За свою карьеру на чемпионатах мира завоевал по одной золотой, серебряной и бронзовой медали. Наиболее успешно выступил на чемпионате мира-1954 в Фалуне, на котором завоевал золото в эстафете и бронзу в гонке на 15 км.
На чемпионатах Финляндии побеждал 3 раза, в 1946, 1948 и 1950 годах, каждый раз в гонке на 30 км.
После завершения спортивной карьеры, на протяжении почти 50-ти лет, вплоть до глубокой старости работал сервисёром в финской лыжной сборной, так же работал консультантом на фабриках производства лыж.